# Municipalità locale di Lekwa-Teemane
Lekwa-Teemane è una municipalità locale (in inglese Lekwa-Teemane Local Municipality) appartenente alla municipalità distrettuale di Dr Ruth Segomotsi Mompati della provincia del Nordovest in Sudafrica.
Il suo territorio si estende su una superficie di 3.681 km² ed è suddiviso in 6 circoscrizioni elettorali (wards). Il suo codice di distretto è NW396.

## Geografia fisica

### Confini
La municipalità locale di Lekwa-Teemane confina a nord con quella di Mamusa, a est con quelle di Maquassy Hills (Dr Kenneth Kaunda) e Municipalità locale di Tswelopele (Lejweleputswa/Free State), a sudest con quella di Tokologo (Lejweleputswa/Free State), a sud con quella di Magareng (Frances Baard/Capo Settentrionale) e a ovest con quelle di Phokwane (Frances Baard/Capo Settentrionale) e Greater Taung.

### Città e comuni
- Bloemhof
- Boitumelong
- Christiana
- Lekwa-Teemane
- Utlwanang

### Fiumi
- Vaal
- Vet

### Dighe
- Bloemhofdam
- Vaalharts-Studam